# Mariene ecoregio Phoenix/Tokelau/Noordelijke Cookeilanden
De Mariene ecoregio Phoenix/Tokelau/Noordelijke Cookeilanden (156) (Engels: Phoenix/Tokelau/Northern Cook Islands marine ecoregion) is een biogeografische regio en ligt in het centrale deel van de Grote Oceaan in de Mariene provincie Centraal-Polynesië (39) in het Marien rijk Oostelijke Indo-Pacific. De mariene ecoregio is vastgesteld door het World Wide Fund for Nature en The Nature Conservancy en is vernoemd naar de Phoenixeilanden, de Tokelau-eilanden en de Cookeilanden.
In het noordoosten grenst het gebied aan de mariene ecoregio Line Islands (155), in het oosten aan de mariene ecoregio Tuamotu (158) en in het zuidwesten aan de mariene ecoregio Samoa-eilanden (157).

## Geografie
De mariene ecoregio ligt in het centrale deel van de Grote Oceaan rond de Phoenixeilanden (Kiribati), de Tokelau-eilanden (Nieuw-Zeeland) en de noordelijke Cookeilanden (Nieuw-Zeeland). Het gebied strekt zich uit van de wateren rond Howland in het noordwesten tot aan Penrhyn in het oosten.
Door het gebied stroomt de Pacifische Zuidequatoriale stroom.

## Biogeografie
Het gebied kent zeeleven dat houdt van tropische temperaturen.